# БоА
Квон БоА (англ. Kwon Bo-Ah, кор. 권보아, яп. クォン·ボア , нар. 5 листопада 1986) — південнокорейська співачка, відома в Південній Кореї і в Японії. Названа «Королевою K-pop», БоА була визнана однією з найуспішніших і найвпливовіших корейських артисток протягом усієї своєї кар'єри
.

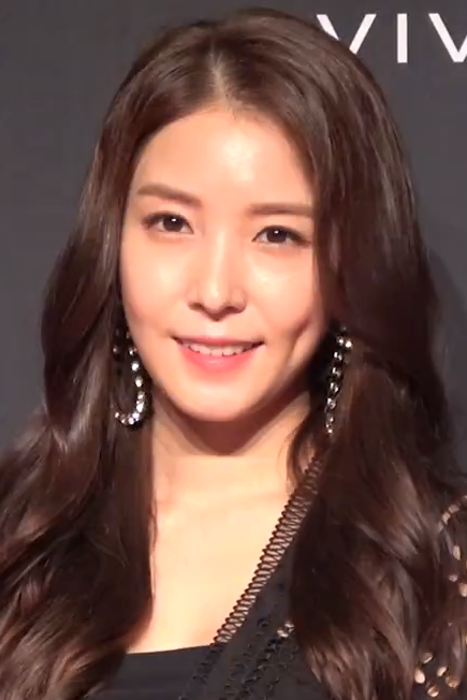

З моменту свого дебюту у серпні 2000 року БоА випустила дев'ятнадцять студійних альбомів, у тому числі дев'ять корейською, дев'ять японською і один англійською мовами. На телебаченні вона виступила в якості судді на реаліті-шоу K-pop Star (2011—2013), у якості актриси в телевізійній драмі «На цьому тижні у моєї дружини роман» (2016) і в якості ведучої другого сезону Produce 101 (2017).
Багатомовні навички БоА (вона говорить японською та англійською мовами рівнозначно з корейською і пише пісні мандаринською мовою). сприяли її комерційному успіху у всій Східній Азії. Випустивши свій дебютний японський студійний альбом Listen to My Heart (2002), БоА стала першою корейською поп-зіркою, яка пробилася в Японії після падіння бар'єрів, що обмежують імпорт і експорт розваг між країнами з кінця Другої світової війни. Вона — єдина іноземна артистка, що продала три альбоми тиражом понад мільйон копій у Японії, і одна з трьох артистів, які з моменту свого дебюту мають шість послідовних студійних альбомів номер один у чартах Oricon, інші — Аюмі Хамасакі і Коду Куми.

## Творчість співачки

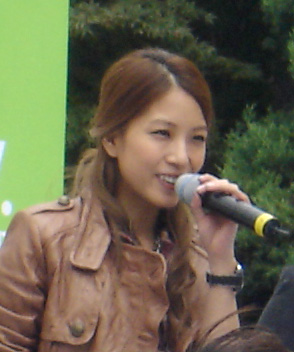

У творчості співачки простежується значний вплив таких представниць західної хіп-хоп — і R & B сцени, як Неллі і Джанет Джексон, і багато пісень БоА також не виходять далеко за стандарти та рамки цих двох жанрів. Авторство текстів і музики, як правило, належить самій співачці. Вперше виконавиця почала складати тексти сама до альбому Listen to My Heart, до якого вона частково написала текст пісні «Nothing's Gonna Change».
БоА говорить японською і англійською, поряд зі своєю рідною корейською, і записувала пісні мандаринською, діалекті китайської, що призвело до комерційного успіху в Південній Кореї і Японії, до загальної популярності та слави по всій Азії. Вона — одна зі всього-на-всього двох НЕ-японських вихідців із Азії, на рахунку яких мільйонні продажі альбомів у Японії, і одна з двох артистів, що мають шість альбомів, які займали перше місце чартів Oricon. З моменту свого дебюту у серпні 2000 року БоА випустила дев'ятнадцять студійних альбомів, у тому числі дев'ять корейською, дев'ять японською і один англійською мовами.

## Біографія

### Дебют і початок кар'єри
Квон БоА народилася 5 листопада 1986 року у Кьонгі, Південна Корея. У 1998 році БоА супроводжувала свого брата на прослуховування в SM Entertainment. Але замість нього SM Entertainment запропонували контракт БоА. Два роки дівчина удосконалювала свою майстерність і готувалася до дебюту. 2000 року, у віці 13 років, БоА дебютувала на музичній сцені. 25 серпня 2000 року відбувся реліз дебютного синглу виконавиці під назвою «ID; Peace B». Альбом був дуже успішним. Увійшов до Top 10 of the South Korean charts і було продано 156 000 його копій. У тому ж році дівчина підписує контракт з Avex Trax і починає підготовку до дебюту у Японії. На початку 2001 року БоА випускає перший мініальбом Do not Start Now.
Дівчина не закінчила навчання у школі через підготовку до японського дебюту. Батьки БоА були проти кар'єри співачки, але поступилися бажанням дочки, підтримавши її. Після релізу корейського мініальбому, вона випускає дебютний японський сингл, яким стала перевидана версія «ID; Peace B». 13 березня 2002 року БоА випустила перший японський мініальбом під назвою Listen to my heart. До цього альбому БоА вперше склала пісню сама, презентуючи себе не тільки як виконавицю, але і як композиторку.

### 2000—2003
У кінці 2003 року БоА взяла нетривалу перерву в японській діяльності і повернулася на корейську музичну сцену з другим мініальбомом Miracle. У квітні 2004 року виконавиця випустила четвертий корейський альбом My Name. В альбом увійшли два треки, виконані китайською мовою.
До 2004 року дівчина вперто здійснювала просування в Японії. Випустивши три альбоми і п'ять синглів, БоА провела тур «Live Concert Tour 2004: Love & Honesty» на підтримку останнього альбому.
У період 2006—2008 року співачка знову робить акцент на діяльності в Японії. У лютому 2006 року БоА випустила новий японський альбом «Outgrow», а в середині того ж року відбувся реліз корейської версії синглу «Key of Heart». З кінця вересня по кінець жовтня БоА провела другий японський тур під назвою «Zepp tour, B0A The Live». На початку 2007 року БоА випустила свій п'ятий студійний альбом для японського ринку «Made in Twenty (20)», на підтримку якого виконавиця проводить ще один тур по Японії. 2008 року дівчина випускає шостий студійний альбом «The Face». З цього часу БоА носить неофіційне прізвисько в музичній індустрії — «Королева к-попа».

### 2004—2008: Дебют у США

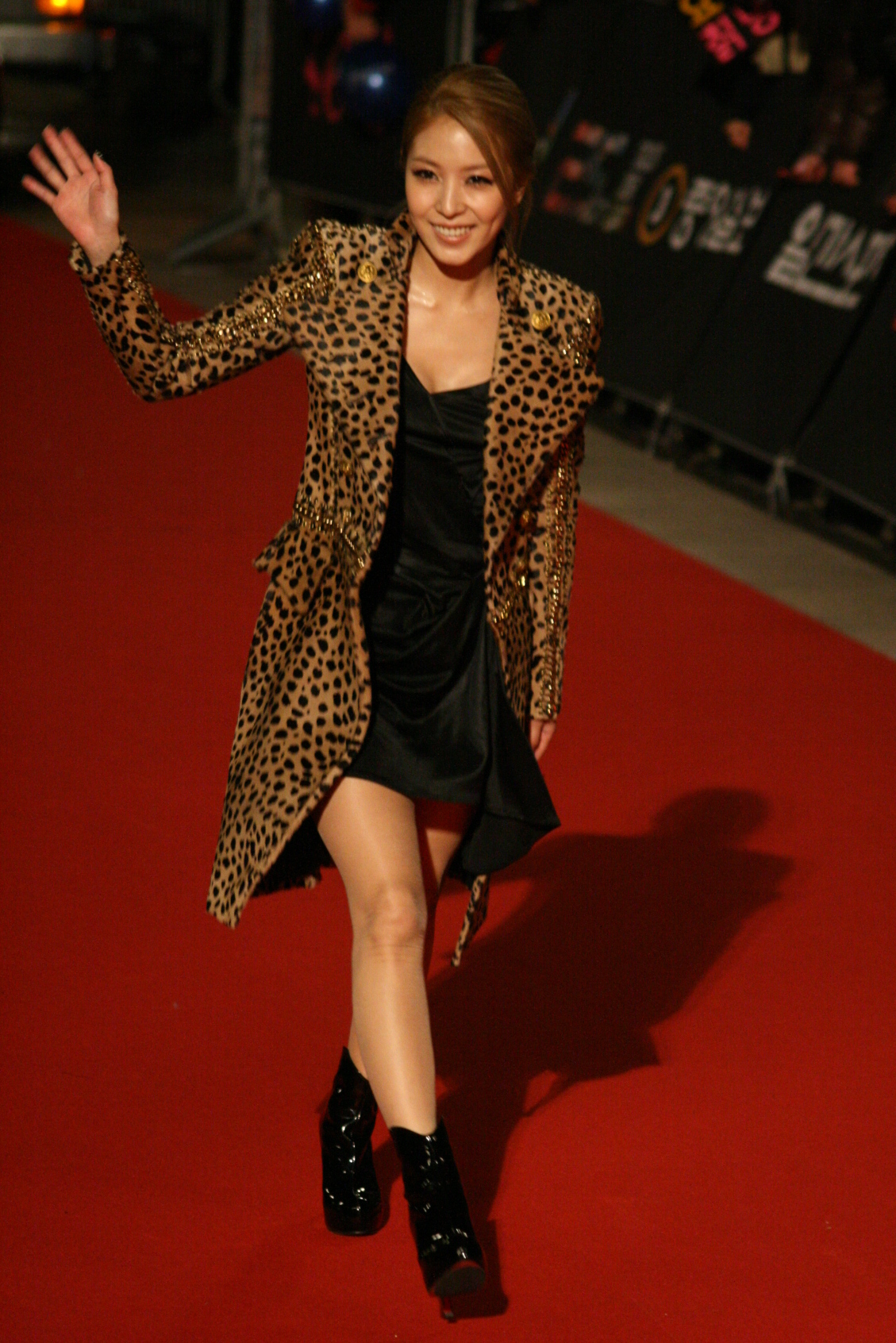
БoA в 2009 році

У 2008 році БоА дебютувала на американській музичній сцені на лейблі SM Entertainment USA. 21 жовтня вийшов кліп на дебютний американський сингл «Eat You Up». 11 листопада відбувся реліз самого синглу. 17 березня 2009 вийшов перший американський альбом виконавиці під однойменною назвою BoA. 18 березня дівчина презентувала збірний альбом BEST & USA, до якого увійшли японський і американські треки. До середини 2009 року БоА займалася промоцією в Америці і паралельно покращувала навички володіння англійською мовою.
У жовтні 2009 року виконавиця повертається до Японії з новим синглом «Bump Bump!». Випустивши ще один сингл «Mamoritai: White Wishes», БоА проводить великий різдвяний концерт. У лютому 2010 року виконавиця випускає сьомий японський альбом IDENTITY.
До десятої річниці з моменту дебюту БоА повертається на корейську сцену з шостим альбом Hurricane Venus. Після промоушена виконавиця знову їде до США. 2011 року БоА зіграла головну роль у танцювальному американському фільмі «COBU 3D».
За свою діяльність у період 2000—2011 роки дівчина випустила дев'ять корейських альбомів (включаючи міні-альбоми), один американський, сім японських, два ремікс-альбоми і три спеціальних альбоми, в які увійшли кращі треки виконавиці різними мовами.

### 2008—2012
У 2012 році, через більш ніж два роки відсутності, БоА повертається на корейську музичну сцену з сьомим студійним альбомом. Only One містить дев'ять треків, на два з яких виконавиця представила барвисті кліпи. Займаючись промоцією треку «Only One», БоА виступала з кращими танцюристами SM Entertainment .
17 — 26 січня 2013 року БоА провела перші великі сольні концерти в Сеулі. Концерти пройшли під назвою «BoA Special Live 2013 — Here I Am». Під час цих концертів виконавиця представила новий трек «Disturbance» і 28 січня вийшов офіційний сингл на цей трек.
Також співачка знялася у головній ролі у фільмі «Зроби свій крок 3D».
У травні 2014 Avex Trax оголосив, що БоА випустить свій 37-японський сингл «Masayume Chasing». Він вийшов 23 липня 2014 року. Сингл також використовувався як заставка для аніме Fairy Tail, ставши треком початкових титрів в одній з арок серіалу (серії 176—188).

### 2013—2015: Виробництво музики, телевізійні ролі і 15-ний ювілей

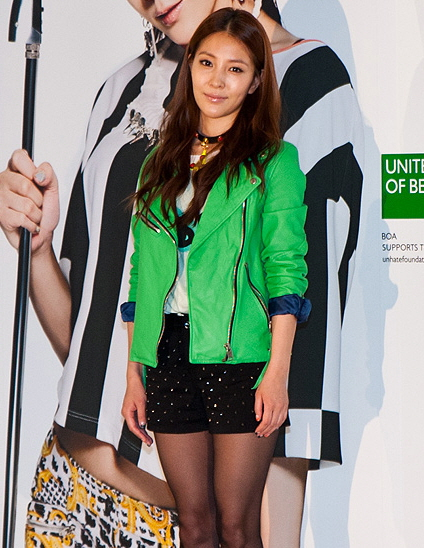
БоА в якості посла Глобальної кампанії Benetton S / S у березні 2013 року

БоА запустила свій перший тур по Кореї BoA Special Live 2013: «Here I Am» в Олімпійському залі і випустили пісню «Disturbance», яку вона написала і склала, щоб відзначити свій перший концертний тур у Південній Кореї. У вересні 2013 року БоА зіграла головну роль у двухсерійній драмі «Очікування любові» разом з Чхве Даніелем і Лім Сіваном. Це була її перша повна роль у драмі, після низки епізодичних ролей. Вона отримала схвальний відгук за свою акторську гру. БоА також брала участь у фестивалі пісні «Infinity Challenge» два рази в рік і була в парі з Leessang, з двома співпродюсерами пісні «GAB». У березні 2014 року БоА була призначена креативною директоркою SM Entertainment разом із лейблом Kangta; вона була призначена відповідальною за психічний стан артистів, які дебютують у молодому віці.
Сингли для восьмого японського альбому БоА, Who's Back? (вересень 2014 року), вийшли за чотири роки до виходу альбому: «Woo Weekend» і «I See Me» в 2010 році, «Milestone» в 2011 році, «Only One», «Tail of Hope» і «Message / Call My Name» в 2013 році, і «Shout It Out» і «Masayume Chasing» у 2014 році. Щоб просувати альбом, вона вирушила в тур «BoA Live Tour 2014 „Who's Back?“» у вересні, її перший тур по Японії за чотири роки. Після завершення туру БоА знялася у своєму першому корейському фільмі «Великий матч» разом із Лі Чон Чже і Шин Ха Гюн, 3 грудня 2014 року вийшов японський сингл «Fly».
Її восьмий корейський альбом Kiss My Lips вийшов у травні 2015 року, став її першим повністю самостійно написаним альбомом у співпраці з американськими продюсерами The Underdogs and Stereotypes. Сингл «Who Are You» (feat. Gaeko) вийшов до релізу альбому разом із супроводжувальним музичним відео, у якому Сехун з EXO виступав у ролі головного героя. Інша частина альбому була представлена 12 травня разом з офіційним музичним кліпом однойменного заголовного треку. Billboard назвав співачку багатообіцяючою авторкою пісень, попри моменти музичної млявості.
У липні вона провела BoA Special Live 2015: «Nowness» в ознаменування своєї 15-ї річниці. Концерт відбувся 22 серпня і 23 серпня в Центрі виконавських мистецтв Сечжон у Південній Кореї, що зробило БоА першою жінкою-артисткою, яка провела сольний концерт у цьому місці. Потім був тур BoA Special Live 2015: «Nowness» у Японії, який відбувся 11 грудня 2015 року на Токійському міжнародному форумі Hall-A. Її 15-річний ювілей у Японії наступного року відзначався аналогічним чином, включаючи випуск пісні «Lookbook» і випуск 15-річчя японського зимового хіта БоА «Meri Kuri». У складі спеціального зимового проєкту SM Entertainment, Winter Garden БоА випустила цифровий сингл під назвою «Christmas Paradise».

### 2016— дотепер: Музичні проєкти, телевізійна продукція і акторська майстерність
12 січня 2016 року БоА випустила сингл англійською мовою «Make Me Complete», який став темою для спеціальної драми «Ooku» з Ерікою Савадзірі і Ватанабе Маюв у головній ролі. У червні вона співпрацювала з корейським репером Beenzino для проєкту SM Station SM Entertainment. Дует випустив сингл «No Matter What», який посів перше місце в п'яти вітчизняних чартах БоА працювала з BeatBurger для іншого синглу SM Station під назвою «Music is Wonderful», де вона брала участь у створенні і написанні треку. З жовтня по листопад 2016 року БоА знялася в романтичній мелодрамі «На цьому тижні у моєї дружини роман», повернувшись на маленький екран через три роки.
Наступного року БоА стала одною із наставників 2 сезону реаліті-шоу Produce 101, яке транслювалося з 7 квітня по 16 червня. БоА пізніше випустила ще одну пісню для SM Station, «Spring Rain», спродюсовану Кензі. У травні БоА вирушила у свій концертний тур BoA the live in Billboard Live Tour, що проходив у Токіо і Осаці. Вона також випустила сингл «Camo», танцювальну пісню з сильним акцентом на басових і синтезаторних звуках, яка відрізнялася зміною звуку від її попередніх матеріалів і вироблена аутсайдерами. У липні вона випустила японський сингл «Right Here, Right Everywhere» для саундтрека до драми Коханець на горищі. Пізніше вона знялася у фільмі «Осіння соната» разом з Лі Хак-Чжу, зігравши смертельно хвору пацієнтку.
У 2018 році БоА повернулася до Японії і випустила свій дев'ятий японський альбом Watashi Konomama de Iinokana 14 лютого, а потім міні-альбом Unchained у березні. Щоб супроводжувати випуск альбому, вона приступила до туру BoA The Live 2018: Unchained Tour з 15 березня по 4 квітня. Люди, які відвідують концерти, отримали копію Unchained. 31 січня вона випустила сингл «Nega Dola», який пізніше увійшов до першого міні-альбому One Shot, Two Shot . Альбом вийшов 20 лютого, разом із його провідним синглом і музичним кліпом пісні. 24 жовтня вона випустила свій дев'ятий корейський альбом Women з однойменним синглом.
4 червня 2019 року вона випустила сингл «Feedback», у якому брав участь репер Nucksal, одночасно з музичним відео пісні. БоА розпочала свій тур #Mood Tour, який складався з шести концертів у Японії і двох концертів у Сеулі з вересня по жовтень. 23 жовтня вона випустила новий японський сингл «Wishing Well», який уже раніше виконала в турі. 11 грудня вона випустила свій другий мініальбом Starry Night.

## Дискографія
| Корейська дискографія - 2000: ID; Peace B - 2002: No. 1 - 2003: Atlantis Princess - 2004: My Name - 2005: Girls on Top - 2010: Hurricane Venus - 2012: Only One - 2015: Kiss My Lips - 2018: «One Shot, Two Shot» - 2018: «Women» | Японська дискографія - 2002: Listen to My Heart - 2003: Valenti - 2004: Love & Honesty - 2006: Outgrow - 2007: Made in Twenty - 2008: The Face - 2010: Identity - 2014: Who's Back? | Англійська дискографія - 2009: BoA |

## Фільмографія

### Фільми
| Рік  | Назва                | Роль                     | Нотатки                             | Прим.  |
| ---- | -------------------- | ------------------------ | ----------------------------------- | ------ |
| 2006 | Лісова братва        | Хізер, оппосум (озвучка) | Корейська і японська версії дубляжу |        |
| 2012 | «Я»                  | в ролі самої себе        | Документальний фільм                | [ 61 ] |
| 2014 | «Зроби свій крок 3D» | Айя                      | Голлівудський фільм; Головна роль   | [ 62 ] |
| 2014 | «Витівки Венери»     | Сон Бом Сік (камео)      | Корейський фільм                    |        |
| 2014 | «Великий матч»       | Су Кюн                   | Корейський фільм                    | [ 63 ] |
| 2015 | «SMTOWN THE STAGE»   | в ролі самої себе        | Документальний фільм                | [ 64 ] |
| 2017 | «Осіння соната»      | Су Рюн                   | Корейський фільм                    |        |

### Телесеріали
| Рік  | Назва                                 | Роль              | Телеканал | Нотатки                         | Прим.  |
| ---- | ------------------------------------- | ----------------- | --------- | ------------------------------- | ------ |
| 2010 | «Афіна: Богиня війни»                 | У ролі самої себе | SBS       | епізоди 7-8                     | [ 65 ] |
| 2013 | «В очікуванні кохання»                | Джу Ю             | KBS       | Спеціальна дорама; Головна роль |        |
| 2016 | «На цьому тижні у моєї дружини роман» | Квон Бо Ян        | JTBC      | Головна роль                    |        |

### Розважальні шоу
| Рік       | Назва               | Телеканал | Нотатки                                  | Прим.  |
| --------- | ------------------- | --------- | ---------------------------------------- | ------ |
| 2011-2012 | K-pop Зірка 1 сезон | SBS       | Суддя від SM Entertainment               | [ 66 ] |
| 2012-2013 | K-pop Зірка 2 сезон | SBS       | Суддя від SM Entertainment               | [ 67 ] |
| 2017      | Produce 101         | Mnet      | MC (представник національного продюсера) | [ 68 ] |
| 2018      | Ключове слово #BoA  | tvN       | Грає саму себе                           | [ 69 ] |
| 2018      | Щоденник їжі        | tvN       | Основний акторський склад                | [ 70 ] |
| 2018      | Майстер у будинку   | SBS       | Грає саму себе                           | [ 71 ] |